# Slap-Happy
Slap-Happy es el séptimo álbum de la banda femenina estadounidense de rock, L7, publicado el 24 de agosto de 1999, por la discográfica Bong Load

## Lista de canciones
1. "Crackpot Baby" – 2:38
2. "On My Rockin' Machine" – 2:20
3. "Lackey" – 3:01
4. "Human" – 3:00
5. "Livin' Large" – 3:57
6. "Freeway" – 2:42
7. "Stick to the Plan" – 4:59
8. "War With You" – 3:38
9. "Long Green" – 2:41
10. "Little One" – 1:41
11. "Freezer Burn" – 4:06
12. "Mantra Down" – 4:01

## Sencillos
- "Freeway" (1999)
- "Mantra Down" (1999)

- Datos: Q9078279